# 鲁吉镇
鲁吉乡，是中华人民共和国四川省凉山彝族自治州会东县下辖的一个乡镇级行政单位。2020年6月，将原溜姑乡西多村所属行政区域划归鲁吉镇管辖。

## 行政区划
鲁吉乡下辖以下地区：
鲁吉村、坡脚村、小田村、鲁纳村、马家山村、中村村和热水村。